# Breven till nattens drottning
Breven till nattens drottning är en brevroman från 1985, författad av den svenska författarinnan Inger Edelfeldt.
Romanen handlar om Georg Daniel Bratt, en sjuttonårig kille som läser på gymnasiet. Han trivs dåligt i skolan och finner istället inspiration i böcker om konsthistoria och filosofi. Bratt är olyckligt kär i Claudia som nonchalerar hans försök att ta kontakt med henne.
Boken handlar egentligen om Bratts filosofiska tankegång, om honom själv och personerna omkring honom.
Romanen är skriven i en kombination av utdrag ur Bratts dagbok och brev till Claudia.